# Todd Matthews-Jouda
Todd Matthews-Jouda (né le 20 juin 1979) est un athlète américain, naturalisé soudanais, spécialiste du 110 mètres haies.

## Carrière
Il établit son record en 13 s 36 à Budapest en 2002 alors qu'il est Américain. Devenu Soudanais en 2003, il peut participer aux Jeux afro-asiatiques de la même année, où il remporte la médaille d'or en 13 s 68 devant le Japonais Masato Naito.
Il est champion d'Afrique à Brazzaville en 2004. Il participe la même année aux Jeux olympiques où il est porte-drapeau de son nouveau pays. Il remporte la médaille d'or aux Jeux panarabes de 2004 en 13 s 45 (record national). L'année suivante, aux championnats du monde à Helsinki, il est de nouveau le porte-drapeau du Soudan.

## Palmarès
| Date | Compétition            | Lieu        | Résultat | Temps            |
| ---- | ---------------------- | ----------- | -------- | ---------------- |
| 2003 | Jeux africains         | Abuja       | 2e       | 13 s 81          |
| 2003 | Jeux afro-asiatiques   | Hyderabad   | 1er      | 13 s 68          |
| 2004 | Championnats d'Afrique | Brazzaville | 1er      | 13 s 70          |
| 2004 | Jeux panarabes         | Alger       | 1er      | 13 s 45 (CR, NR) |